# Taddele Mengesha
Taddele Mengesha là một cầu thủ bóng đá người Ethiopia, thi đấu ở vị trí tiền vệ cho Arba Minch FC.

## Sự nghiệp quốc tế
Vào tháng 1 năm 2014, huấn luyện viên Sewnet Bishaw, triệu tập anh vào đội hình Ethiopia tham dự Giải vô địch bóng đá châu Phi 2014. Đội tuyển bị loại ở vòng bảng sau thất bại trước Congo, Libya và Ghana.